# Palais épiscopal de Troyes
Le palais épiscopal de Troyes est un ancien palais épiscopal français situé à Troyes, dans l'Aube. Classé monument historique depuis le 10 février 1909, il accueille depuis 1982 le musée d'Art moderne de Troyes.